# Rockex

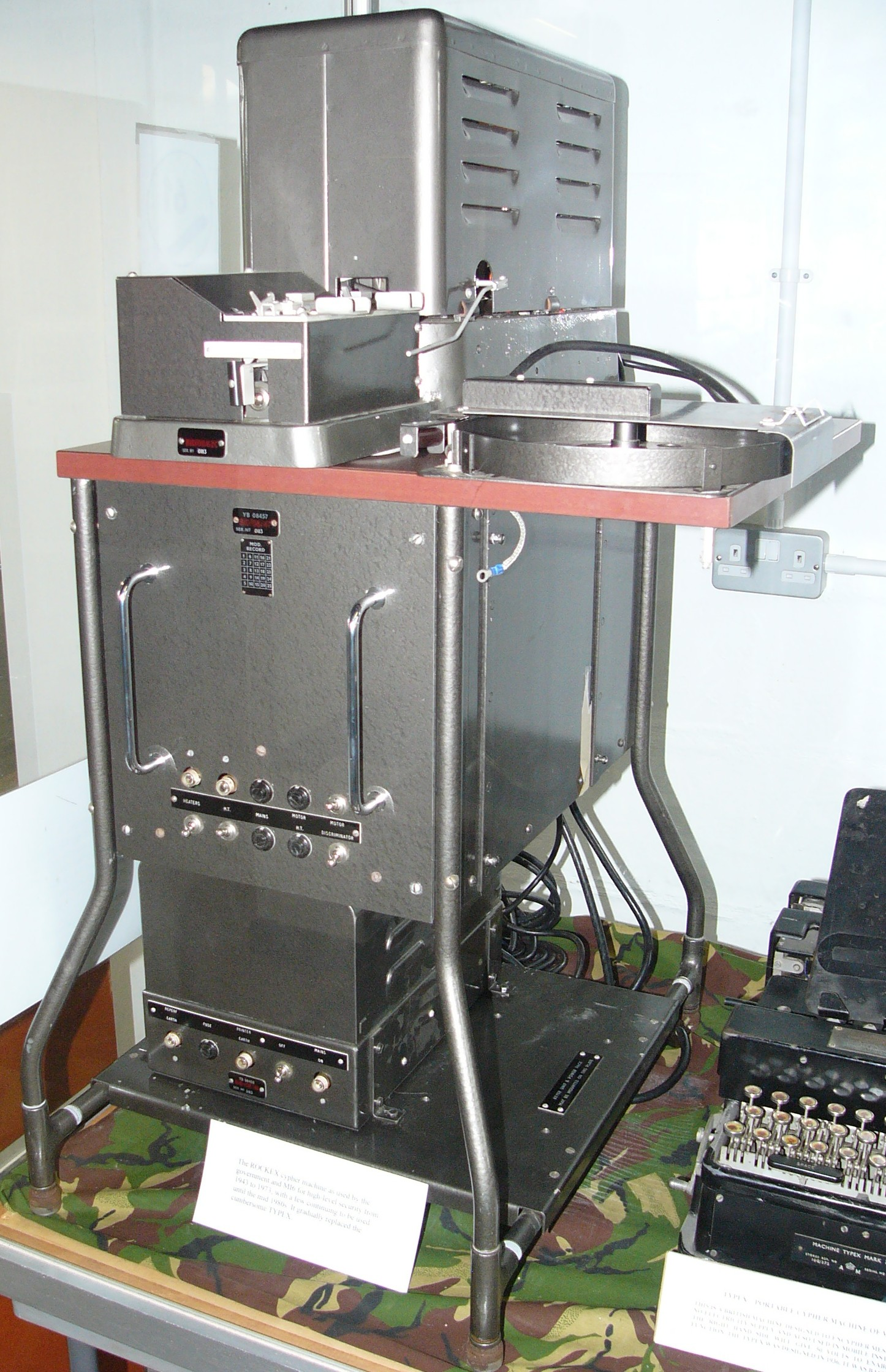
Eine Rockex in der Ausstellung von Bletchley Park (2006)

Die Rockex (auch: ROCKEX), britische BID-Gerätebezeichnungen BID/08/05, BID/08/06, BID/08/07 und BID/08/08, war eine amerikanisch-britische Schlüsselmaschine zur Verschlüsselung von Fernschreiben, die das kryptographisch sichere Einmalschlüssel-Verfahren  (englisch One-Time Pad, kurz: OTP) nutzte.

## Geschichte

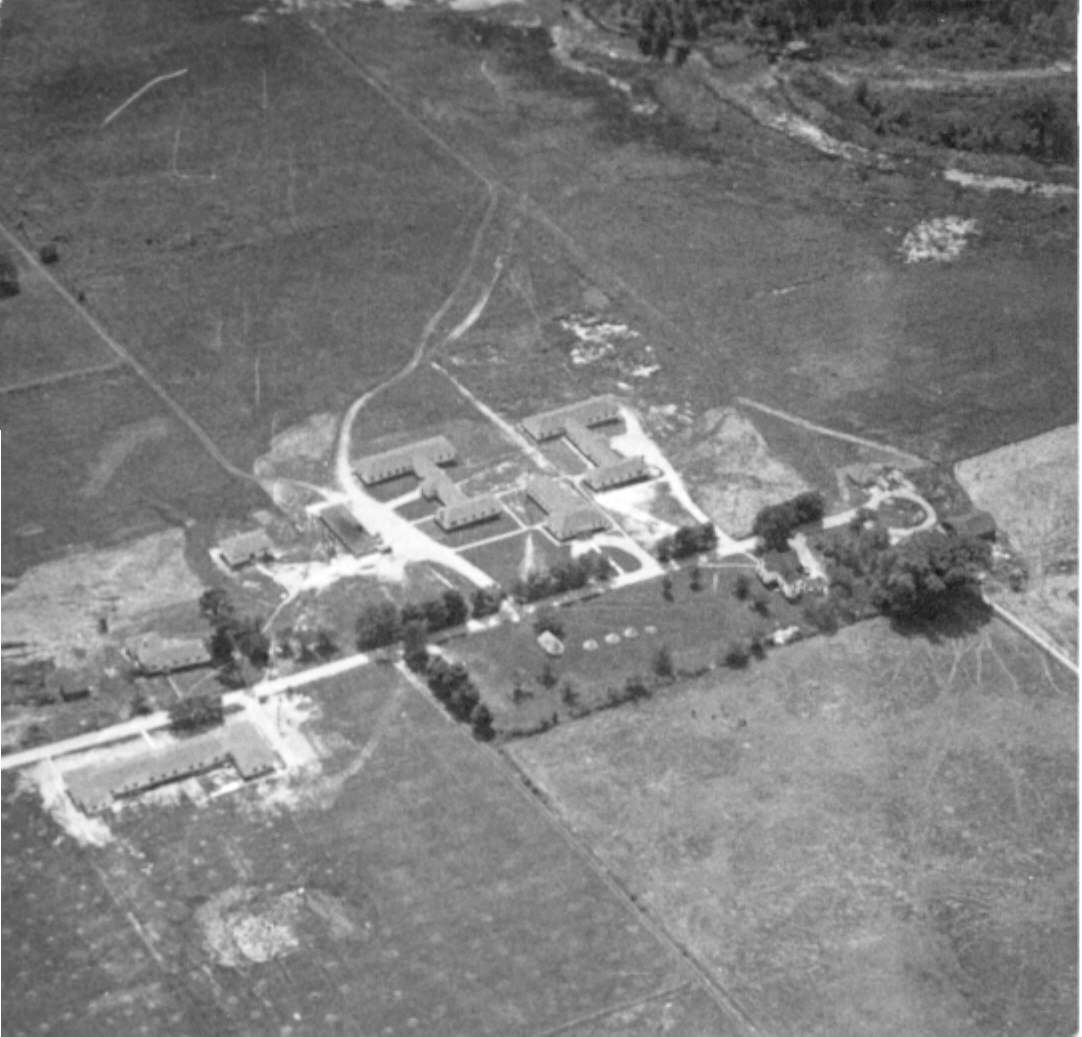
Camp X lag nahe der kanadisch-amerikanischen Grenze in Ontario (1943)

Die Maschine wurde während des Zweiten Weltkriegs ab 1940 auf Bitte des britischen Geheimdienstes in den Vereinigten Staaten durch den kanadischen Elektroingenieur Benjamin deForest Bayly entwickelt, ab 1943 in Dienst gestellt und ab 1944 vom HMGCC (His Majesty’s Government Communications Centre) in Hanslope Park nahe Milton Keynes gefertigt. Sie war eine verbesserte Weiterentwicklung der Telekrypton, einer um 1933 von der amerikanischen Western Union Telegraph Company entwickelten Vorläuferin. Im Gegensatz zu dieser, wurden bei der Rockex durch Bayly einige kryptographische Schwächen beseitigt, beispielsweise auf die Übertragung von Wagenrücklauf, Zeilenvorschub und Buchstaben-Ziffernumschaltung verzichtet. Der Geheimtext der Rockex bestand ausschließlich aus den 26 Buchstaben des lateinischen Alphabets. Dies gestattete die einfache Übertragung der verschlüsselten Fernschreiben über die kommerziellen Kommunikationsnetze.
Die Bestandteile der Rockex wurden durch die Teletype Corporation, einem damaligen amerikanischer Hersteller von Fernschreibern, aus Chicago geliefert.
Eingesetzt wurde die Rockex ab 1943 im transatlantischen Nachrichtenverkehr zwischen den kriegsverbündeten USA und Kanada einerseits und dem Vereinigten Königreich andererseits. Die erste Rockex-Verbindung über den Atlantik wurde durch die British Security Coordination (BSC) zwischen Camp X bei Whitby am Ontariosee und Station X im britischen Bletchley eingerichtet. Kurz darauf wurden weitere Rockex-Verbindungen zwischen New York beziehungsweise Washington und London installiert, über die in den Jahren 1943 und 1944 praktisch der komplette geheime Nachrichtenaustausch zwischen dem britischen Secret Intelligence Service (SIS) beziehungsweise der Government Code and Cypher School (GC&CS) und dem amerikanischen Combined Chiefs of Staff (CCS) hochsicher abgewickelt wurde.
Nachfolgerin der Rockex war ab der frühen 1960er-Jahre die Noreen (BID/590).